# ITU-T
ITU-T(국제전기통신연합 전기통신표준화부문, International Telecommunication Union Telecommunication Standardization Sector) 은 국제 전기 통신 연합 부문의 하나로 통신 분야의 표준을 책정하며 스위스 제네바 시에 위치해 있다. ITU의 표준화 작업은 국제 전신 연합의 탄생과 더불어 1865년으로 거슬러 올라간다. 1947년에 이 부문은 국제 연합의 전문 부서가 되었으며 국제 전신과(CCITT)는 1956년에 창설되었다. 이것이 1993년에 ITU-T라는 이름으로 바뀌었다.

## 주요 기능
ITU-T의 임무는 때에 맞춰 모든 전기통신 분야에 적용하는 표준을 효율적으로 만들어내는 것이다. 또, 국제 전기 통신 서비스를 위한 규정 요금과 회계 원칙을 정의하기도 한다.
ITU-T가 만들어 내는 국제 표준들은 "권고"(Recommendation)라고 불리며 국제법의 일부로 채택되었을 경우에만 의무 사항임을 알려 준다.
ITU-T가 ITU의 일부이기 때문에 비슷한 형태의 기술 규격을 출판하는 대부분의 다른 표준 개발 기구의 표준들보다 ITU-T의 표준들이 국제적으로 더 중요성이 크다.

## 역사
ITU 그 자체의 역사는 1865년으로 거슬러 올라가지만 형식적인 표준화 과정은 더 최근의 일이다.
국제 전화 서비스의 복잡성(CCIF로 알려져 있음)과 장기간의 전화 통신(CCIT)을 다루기 위해 두 개의 자문 위원회가 ITU의 1925년 파리 콘퍼런스를 통해 창설되었다.
CCIF와 CCIT가 마주한 기술적 문제의 다수가 기본적으로 비슷한 모습을 보이고 있어 1956년에 이들을 하나로 합치도록 결정이 내려졌고 하나의 국제 전신, 국제 자문 위원회(CCIT)가 되었다.
1992년에 전권 대사 콘퍼런스(Plenipotentiary conference)는 ITU의 개혁을 보고 이 연합에게 더 커다란 유연성을 제공하였으며 이로써 더 복잡하고 상호적이고 경쟁적인 환경에 대응할 수 있게 하였다. 이 때가 CCITT가 ITU-R, ITU-D와 나란히 하는 ITU-T라는 이름으로 바뀌게 된 시기였다.

## 권고의 종류
- ITU-T Recommendation Y.1720
- ITU-T Recommendation Y.1730
- ITU-T Recommendation Y.1731
- ITU-T Recommendation Y.17tor

## 같이 보기
- 분류:ITU-R 권고
- 분류:ITU-T 권고
- 정보 사회 세계 정상회의

## 참조
1. ↑  “About ITU”. 2010년 1월 12일에 원본 문서에서 보존된 문서. 2008년 7월 26일에 확인함.
2. ↑  ITU Telecommunication Standardization Sector (ITU-T) - About Us
3. ↑  http://www.apdip.net/publications/iespprimers/eprimer-igov.pdf
4. ↑  “About ITU”. 2010년 2월 6일에 원본 문서에서 보존된 문서. 2008년 7월 26일에 확인함.
5. 1 2 3  http://www.itu.int/ITU-T/50/docs/ITU-T_50.pdf